# Наталія Шайтош-Запоточна
Наталія Шайтош-Запоточна (угор. Sajtos-Zapotocsna Natália) — українська громадська діячка в Угорщині. Викладач української мови Сегедського наукового університету, голова самоврядування українців міста Сегед — 2013 року нараховувала 200 людей. Заступник голови Державного Самоврядування Українців Угорщини.
Викладачка відділення української мови й літератури кафедри славістики, доктор. 1996 року запропонувала налагодження співпраці між Інститутом української філології Національного педагогічного університету ім. Михайла Драгоманова та україністами Сегедського університету.
Українська громада влаштовує вечори пам'яті Голодомору 1932—1933, приймає українських дітей на оздоровлення.

## Нагороди
- Відзнака Президента України — ювілейна медаль «25 років незалежності України» (22 серпня 2016) — за вагомий особистий внесок у зміцнення міжнародного авторитету Української держави, популяризацію її історичної спадщини і сучасних надбань та з нагоди 25-ї річниці незалежності України[1]